# Раймонд Паулс
Ра́ймонд Па́улс (латис. Ojārs Raimonds Pauls; 12 січня 1936, Рига) — латиський композитор і піаніст. Також політичний діяч.
Почесний доктор Латвійської Академії наук, кавалер королівського ордену Полярної Зірки I ступеня (нагорода Шведського королівства). Автор музики багатьох естрадних хітів і мелодій до фільмів, переважно російських. Ініціатор і організатор Міжнародних конкурсів молодих виконавців популярної музики «Юрмала» й «Нова хвиля».

## Біографія
Ра́ймонд Па́улс народився 12 січня 1936 року в місті Рига, в мікрорайоні Ільгюціемс, у  родині склодува. Його батько, Вольдемар Паулс працював на Ільгюціемській скляній фабриці. Мати Алма-Матильда Паулс була домогосподаркою, вишивала перлами. У 1946 році Раймонд Паулс вступив до спеціалізованої музичної школи імені Емілса Дарзіня. У 1953 році він став студентом фортепіанного відділення Латвійської державної консерваторії. Його наставником по класу фортепіано був Герман Браун. Паралельно з навчанням, Паулс працював піаністом в естрадних оркестрах профспілкових клубів.
Отримавши диплом піаніста консерваторії, Раймонд Паулс почав працювати у Ризькому естрадному оркестрі, виступав з концертами в Грузії, Вірменії, та Україні. У 1962—1965 роках він знову навчається в Латвійській державній консерваторії, тепер вже по класу композиції, де його наставником був класик латиської музики Яніс Іванов. Від 1964 року він став художнім керівником Ризького естрадного оркестру Державної філармонії Латвії. Саме тоді Паулс написав перші, популярні згодом пісні «Ми зустрілися в березні» та «Зимовий вечір», тоді ж почалася його робота в кінематографі «Ти потрібний». Згодом композитор створив музику для цілої низки вистав, кінофільмів та телефільмів: «Слуги диявола», «Стріли Робін Гуда», «Смерть під вітрилом», «Театр», «Подвійний капкан», «Як стати зіркою» тощо.
У 1973—1978 роках він був художнім керівником вокально-інструментального ансамблю «Модо», в якому сприяв розвиткові таланту молодих зірок латиської естради. А 1982 року став головним редактором музичних передач Латвійського радіо.
Широку популярність композиторові принесла 1975 року пісня Par pēdējo lapu (рос. «О последнем листе») на слова Я. Петерса, яка в російському перекладі стала називатись «Листья желтые» («Листя жовте»).
1979 року Раймонд Паулс створив мюзикли: «Сестра Керрі» й «Шерлок Холмс». Величезний успіх мав творчий союз Раймонда Паулса з Аллою Пугачовою — всьому СРСР були відомі пісні «Маэстро», «Старинные часы», «Миллион алых роз», «Без меня». Композитор працював і з іншими відомими виконавцями - Валерієм Леонтьєвим, Лаймою Вайкуле і його пісні незмінно ставали хітами.
1988 року композитор став головою Державного комітету Латвії з питань культури, а після того, як Латвія відновила державну самостійність, посів пост міністра культури країни. Після подання у відставку 1993 року Раймонд Паулс був радником Президента Латвії з питань культури. У 1999 році висувався на посаду президента Латвії, проте зняв кандидатуру.
Звісток про особисте життя музиканта мало. Відомо, що Паулс одружений з лінгвісткою Світланою, у нього є дочка Анетта і троє онуків. Зараз композитор живе і працює в Ризі.

## Творчий доробок

### Пісні та мелодії
- Листья желтые
- Подберу музыку
- Синий лён
- Танец на барабане
- Двое
- Маэстро
- Старинные часы
- Миллион алых роз
- Без меня
- Исчезли солнечные дни
- Кабаре
- Полюбите пианиста
- Вернисаж
- Ещё не вечер
- Шерлок Холмс
- Дедушка с бабушкой
- Старый клавесин
- Капли боли
- Зелёный свет

### Музика в кіно
- 1970 — Слуги диявола
- 1972 — Слуги диявола на чортовому млині
- Стріли Робін Гуда
- 1976 — Смерть під вітрилом
- 1978 — Театр
- 1979 — Незавершена вечеря
- 1979 — За скляними дверима
- 1980 — Довга дорога в дюнах
- 1981 — Лімузин кольору білої ночі
- 1982 — Блюз під дощем
- 1982 — Одного разу ввечері, мультиплікаційний фільм
- 1985 — Подвійний капкан
- 1985 — Як стати зіркою
- 1997 — Жорна долі

### Мюзикли
- Сестра Керрі
- Шерлок Холмс

## Нагороди і звання
- 1967 — заслужений діяч мистецтв Латвійської РСР
- 1976 — народний артист Латвійської РСР
- 1981 — премія Ленінського комсомолу — за музичну творчість для молоді
- 1985 — народний артист СРСР
- 1995 — орден Полярної зірки, лицар 1 класу (Швеція)
- 1995 — Командор  ордена Трьох зірок
- 2008 — Міжнародна премія за розвиток і зміцнення гуманітарних зв'язків в країнах Балтійського регіону «Балтійська зірка» (Санкт-Петербург, Росія)
- 2010 — орден Пошани (Росія)